# Innanendra Das Gupta

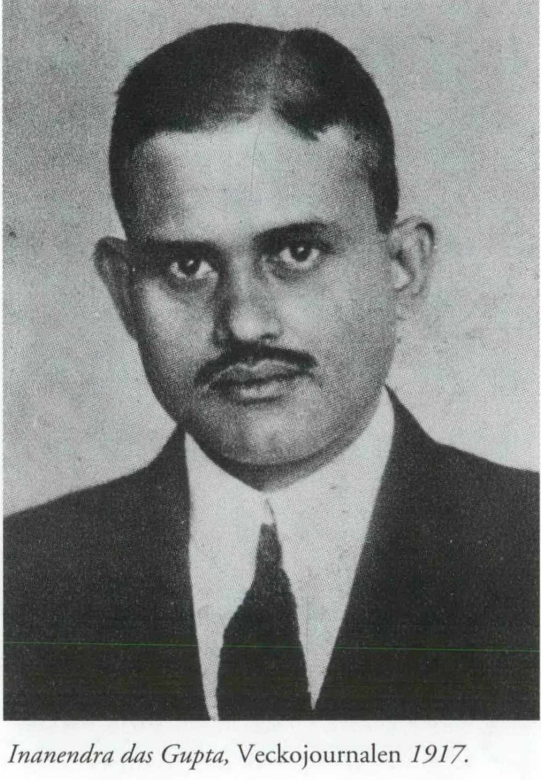

Innanendra Das Gupta, född 1888, var en indisk kemist och nationalist som verkade i Sverige under det Första världskriget.

## Kemist och plastpionjär
Gupta studerade i Tyskland med stöd från Bengalens nationella utbildningsråd och Indiska förbundet för vetenskaplig utveckling. Han arbetade även en tid som kemist på Hoffmann La Roche i Basel i Schweiz. 1914 disputerade han i läkemedelskemi för professor Fritz Ullmann vid Technische Universität Berlin på avhandlingen Studien über 2-Chloranthrachinon-3-carbonsäure.
Därefter fick Gupta anställning vid Skånska Ättikfabriken AB (senare namn Perstorp AB) i Skåne genom företagets grundare Wilhelm Wendt. Där utvecklade kemisten 1918 Skandinaviens första plastmaterial, indolack, efter experiment med formalin och kresol. Detta ledde snart till utvecklingen av härdplasten isolit, som till förväxling liknade bakelit. Perstorps första plastprodukt blev ett handtag av isolit till knivströmbrytare.
Gupta lämnade dock Sverige redan 1919 efter att han förvägrats svenskt medborgarskap.

## Nationalist
1914 blev Gupta en av de första medlemmarna i en revolutionär grupp vid namn Indiens tyska vänner eller Berlinkommittén, som grundats av Virendranath "Chatto" Chattopadhyaya. Gruppen fick stöd från det tyska utrikesdepartementet, då landet vid denna tid låg i krig med Indiens kolonialmakt England och därför uppmuntrade frihetssträvanden i de brittiska kolonierna. På departementet hade Gupta en vän i sinologen, juristen m.m. Herbert Müller, som senare enligt uppgift arbetade åt den Kommunistiska Internationalen. Gupta själv kom med tiden att arbeta för indiska armén.